# Wysznewe (obwód czerkaski)
Wysznewe (ukr. Вишневе) – osiedle na Ukrainie, w obwodzie czerkaskim, w rejonie złotonoskim, w hromadzie Szramkiwka. W 2001 liczyło 274 mieszkańców.